# Таџици
Таџици су народ иранске језичке породице, са око 20.000.000 припадника. Живе у Азији, претежно у Таџикистану (око 6.373.834) (2010) и Авганистану (око 6.200.000), а у обе ове државе представљају државотворни народ, док их са статусом националне мањине има и у Кини, Узбекистану и Киргистану. У Таџикистану чине већинско становништво (80%), док их у Авганистану има 27% и чине други народ по бројности, после Паштуна (42%), иако је управо језик дари, којим говоре Таџици, језик већине становника Авганистана (око 50%, за разлику од паштунског којим говори око 35%). У Кини имају свој аутономни округ, који се назива Ташкурган-таџички аутономни округ. Потичу од древних иранских племена средње Азије, али у мањој мери имају и гене туркијских племена. По вери су већином сунитски, а мањином шиитски муслимани. Баве се већином земљорадњом и узгојем оваца; вешти су дрворезбари. Народна им је ношња богато извезена.

## Језик
Језик Таџика је персијски, такође познат као дари. Таџикистански дијалект је познат као таџики.